# Pence (condado de Iron, Wisconsin)
Pence es un pueblo ubicado en el condado de Iron en el estado estadounidense de Wisconsin. En el Censo de 2010 tenía una población de 163 habitantes y una densidad poblacional de 1,74 personas por km².

## Geografía
Pence se encuentra ubicado en las coordenadas 46°21′40″N 90°16′38″O / 46.36111, -90.27722. Según la Oficina del Censo de los Estados Unidos, Pence tiene una superficie total de 93.49 km², de la cual 83.35 km² corresponden a tierra firme y (10.85%) 10.14 km² es agua.

## Demografía
Según el censo de 2010, había 163 personas residiendo en Pence. La densidad de población era de 1,74 hab./km². De los 163 habitantes, Pence estaba compuesto por el 98.77% blancos, el 1.23% eran afroamericanos, el 0% eran amerindios, el 0% eran asiáticos, el 0% eran isleños del Pacífico, el 0% eran de otras razas y el 0% pertenecían a dos o más razas. Del total de la población el 0% eran hispanos o latinos de cualquier raza.